# 晋增一
武仙座5，又名BD+18 3101，HD 143666、SAO 101879、HR 5966，是武仙座的一颗恒星，视星等为5.12，位于銀經31.2，銀緯45.44，其B1900.0坐标为赤經15h 56m 44.6s，赤緯+18° 45.44′ 41″。